# Севастополь (баскетбольный клуб)
Баскетбольный клуб «Севастополь» основан в 2008 году. Играет в Дивизионе «Б» Украинской баскетбольной лиги. Форма — красно-чёрная. Матчи проводит в зале Филиала МГУ имени М. В. Ломоносова в Севастополе (вмещает 200 зрителей).
БК «Севастополь» основан в 2008 году председателем городской федерации баскетбола Рудаковым Г. В. при поддержке группы любителей баскетбола — предпринимателей города.
В составе баскетбольного клуба — воспитанники местных ДЮСШ, некоторые из них имеют успешный опыт выступления в командах мастеров Украины.
Тренерами являются Водолазкин А. В. и Коротких С. В. В последние годы они много сделали для сохранения баскетбола в г. Севастополь. Большая часть игроков команды — их воспитанники.

## Руководство
- Генеральный директор клуба — Рудаков Геннадий Васильевич (13.06.1971).
- Главный тренер — Водолазкин Александр Викторович (04.12.1956).
- Тренер — Коротких Сергей Васильевич (25.09.1956).
- Менеджер — Кипер Юлия Геннадьевна (21.06.1979).